# پینتوریکیو
برناردینو دی بتو معروف به نام پینتوریکیو (به ایتالیایی: Pintoricchio یا Pinturicchio تلفظ ایتالیایی: [pintuˈrikkjo]؛ ۱۴۵۴–۱۵۱۳) یک نقاش دوره رنسانس اهل ایتالیا است. نام مستعار پینتوریکیو (Pintoricchio) به معنی «نقاش کوچولو» به سبب قد و قامت کوچکش به او نسبت داده شد و او در امضای برخی از آثارش از این نام استفاده کرده است.

## نگارخانه

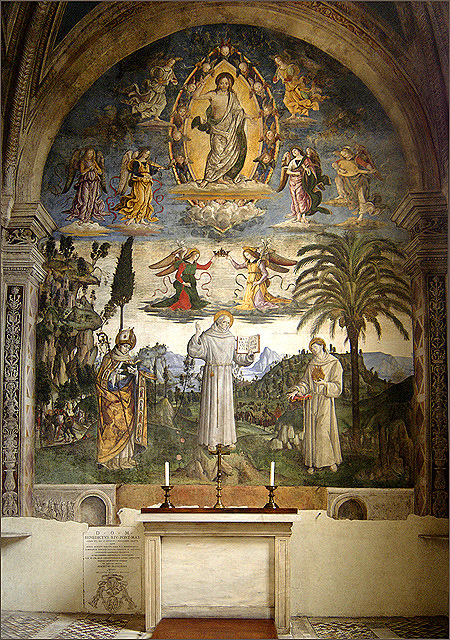
برنارد کلروو بین لوئیس تولوز و آنتونی از پادوا، چپل بوفالینی، سانتا ماریا در آراکوئلی، رم.
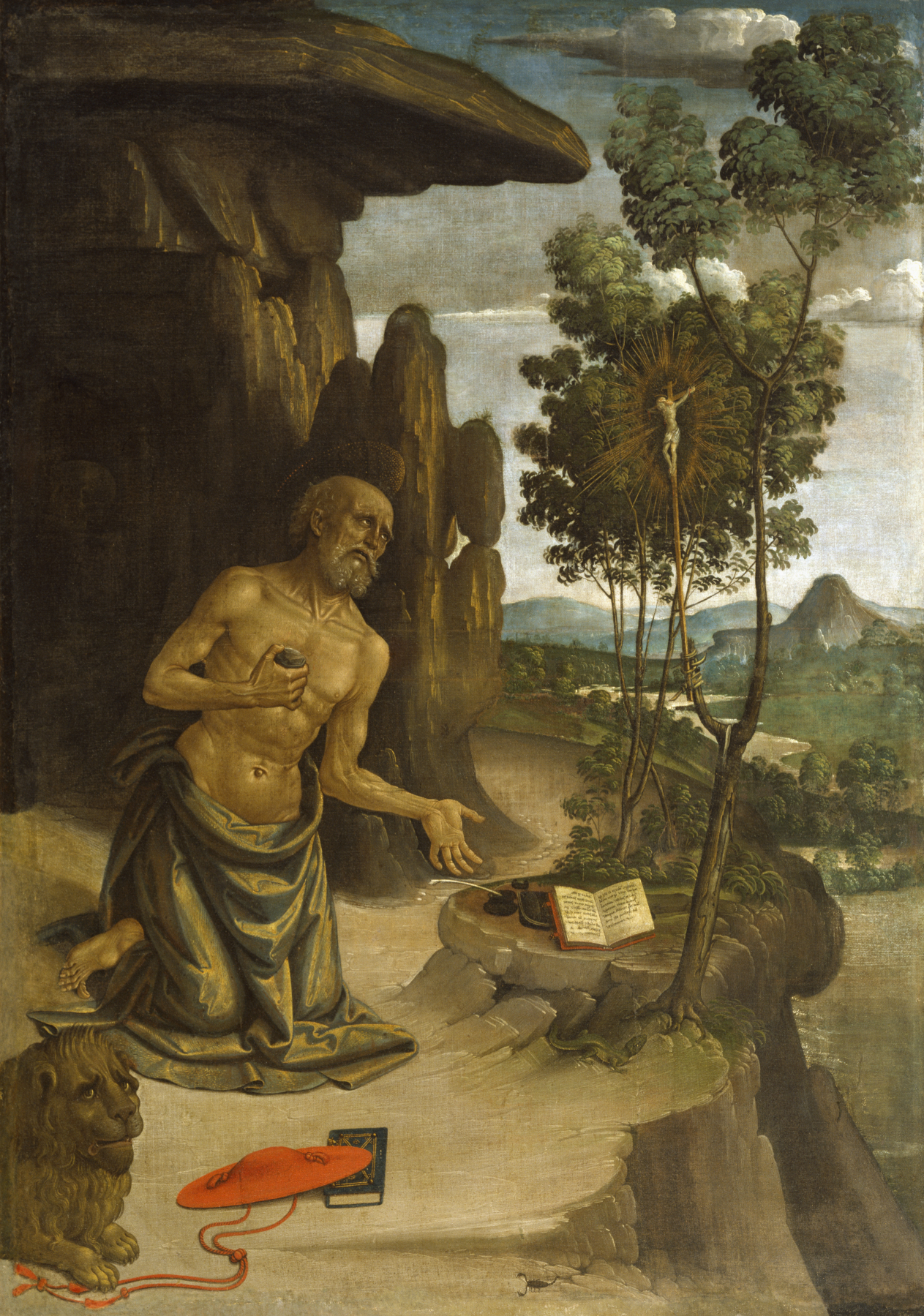
تصویر انزوای سنت جروم در صحرای سوریه
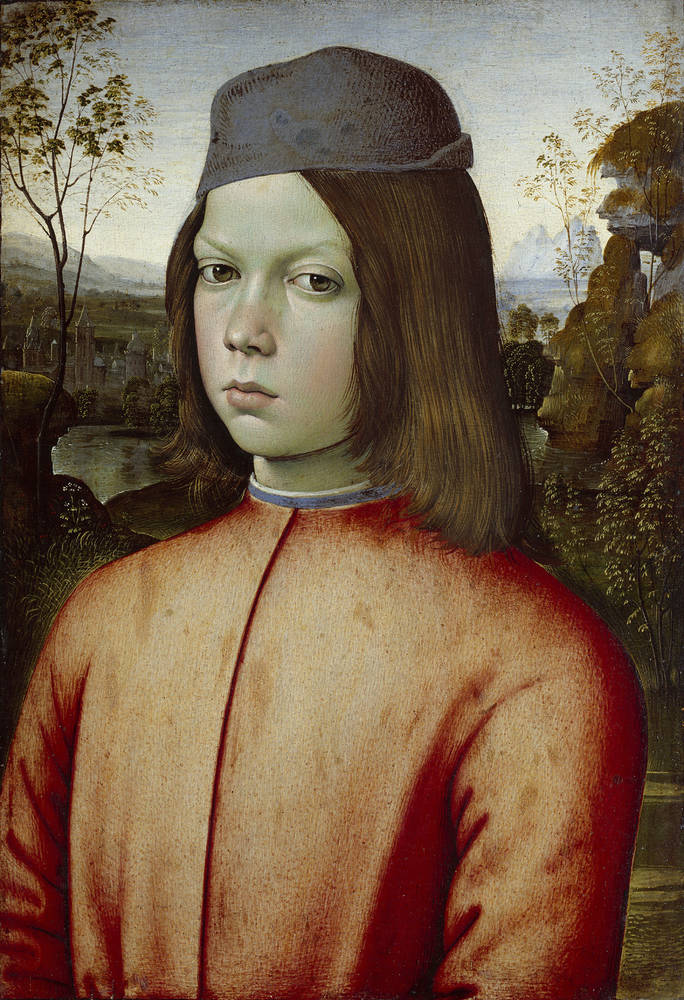
استاد قدیمی
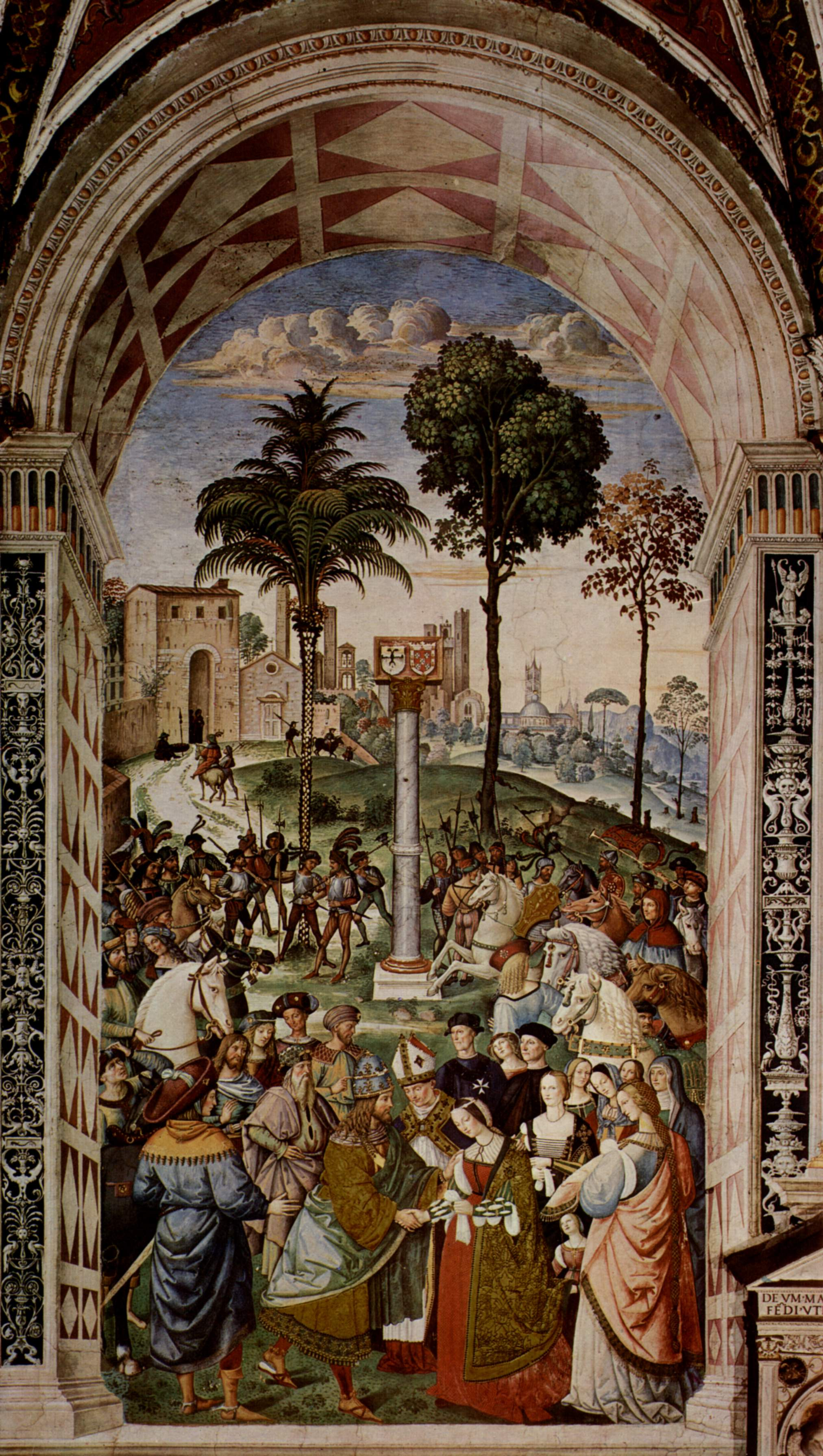
تصویر پاپ پیوس دوم در فرسک کلیسای سیینا.
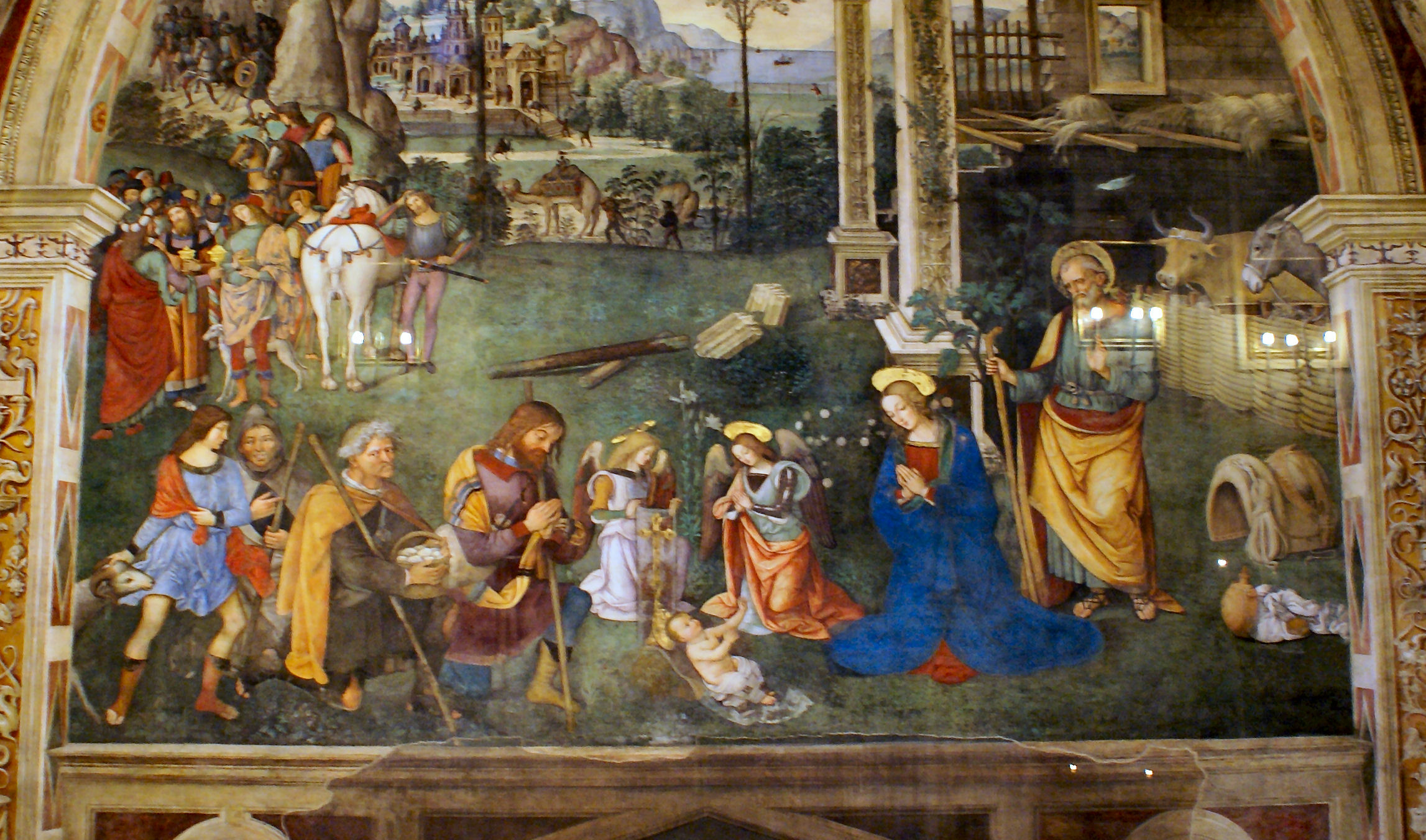
تولد عیسی مسیح در کلیسای دانشگاهی در سانتا ماریا مگیوره، سپلو، ایتالیا.